# Polska köket

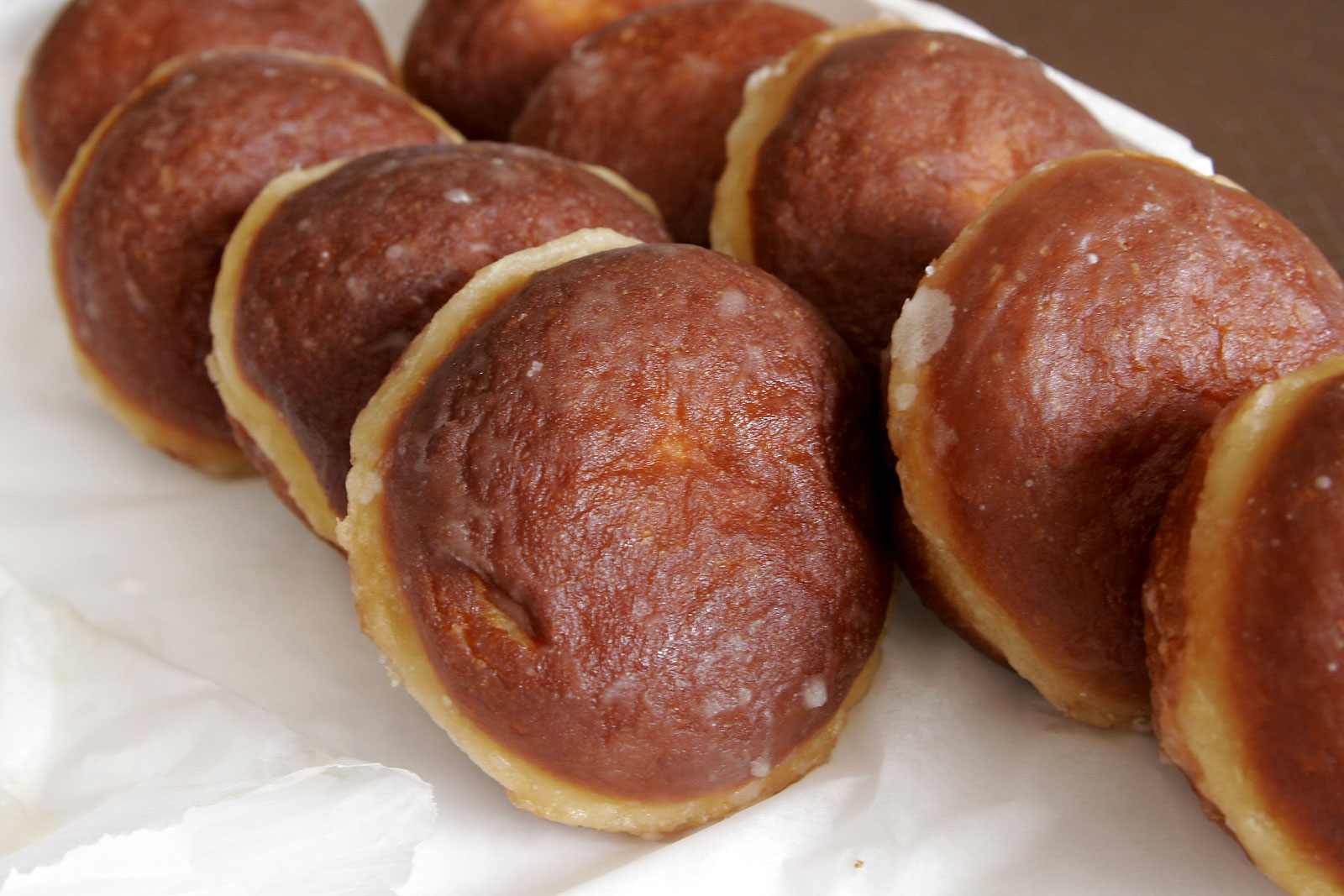
Pączki, polska syltmunkar.

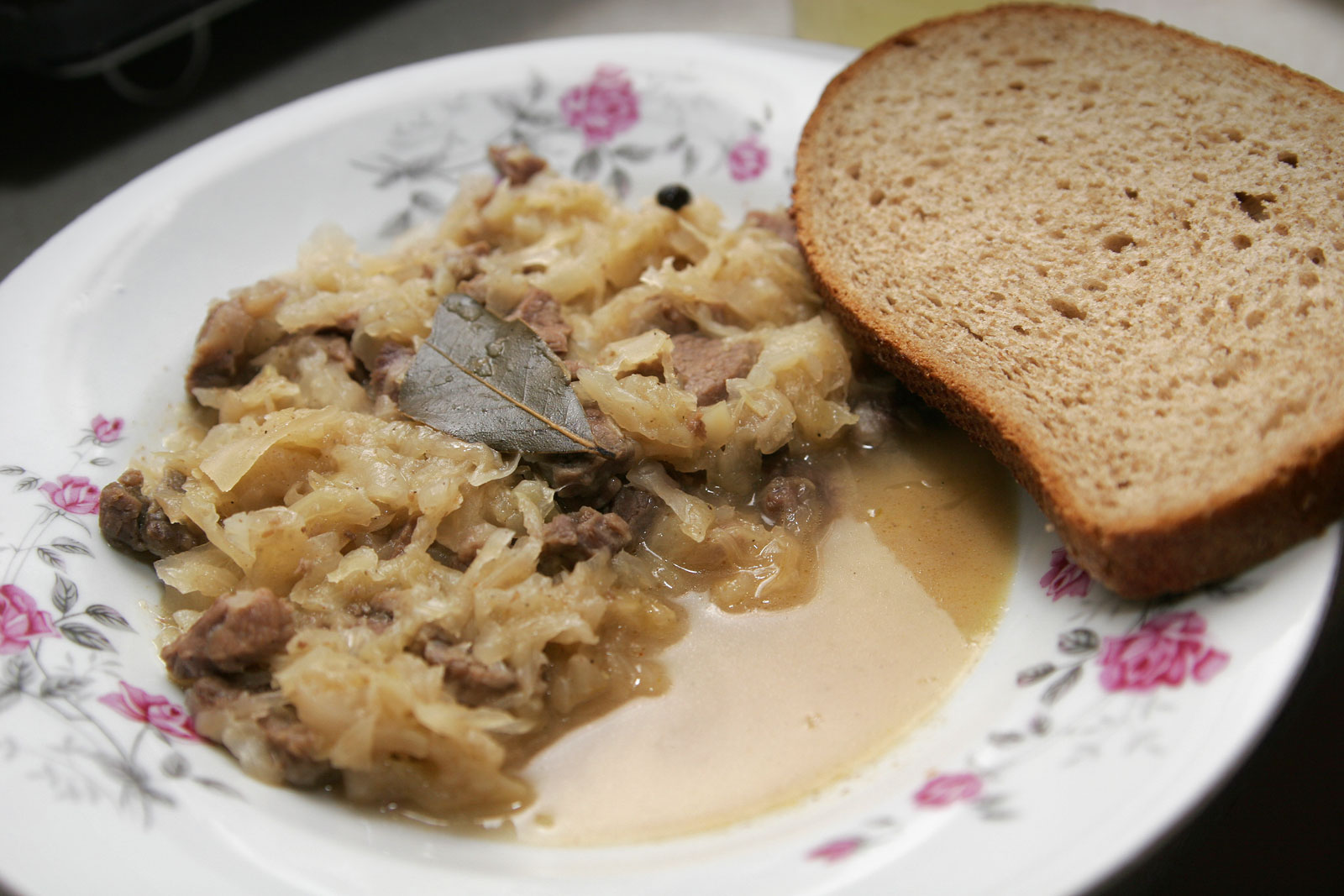
Bigos.

Polen är ett slaviskt land i Centraleuropa som delar vissa mattraditioner med närliggande länder som Tyskland, Tjeckien, Slovakien och de östslaviska staterna.
Maten tillhör för det mesta den kraftigare arten, och polackerna tycker om att äta gott både till fest och vardag. Śniadanie (frukost) skall vara en rejäl rätt med bröd, skuren korv, ost, kvarg, och stekta ägg och som skall mätta till middagen, med ett mellanmål som kallas den andra frukosten, och kan till exempel bestå av några smörgåsar. Middag äter man på eftermiddagen och brukar bestå av soppa, huvudrätt och efterrätt. På kvällen äter man kolacja (kvällsmat) som då är ofta sallader och kallskuret. Lunch har införts på senare tiden som en ersättning för andra frukosten. Syrning används traditionellt för betor, gurkor och kål, och ingår rikligen i den polska matlagningen.
Kött och köttrika rökta korvar dominerar men även en del vegetariska rätter är populära. Det polska köket har en stor mängd regionala rätter som genom de stora politiska folkomflyttningarna efter andra världskriget fick större spridning över hela landet.
- Barszcz, rödbetssoppa av syrade betor. Finns även betor och blast. Barszcz äts ofta med smetana. Se även borsjtj.
- Żurek, som även kallas barszcz biały, eller vit barszcz, är en soppa av syrat mjöl. I norra Polen kan denna soppa förstärkas med rökta korvbitar. I södra Polen serveras soppan med halvor av kokta ägg.
- Grzybowa En svampsoppa som lagas på torkad svamp, ofta karljohansvamp.
- Czarnina är en soppa på höns- eller ankbuljong och blod. Förekommer nu lika sällan som blodpalt i Sverige.
- Flaki (ordagrant "tarmar") är en kryddig soppa av torkade strimlor av komage med mejram. Konsistensen på påminner om bläckfisk.
- Golonka är en polsk variant av fläsklägg.
- Bigos, ordet används i polska språket även för att beteckna gallimatias, och är just en rätt på kål, torkad skogssvamp och alla möjliga blandade kött- och korvbitar. Surkål är huvudingrediens i bigos.
- Kaszanka är en blodkorv med bovete eller korngryn.
- Kiełbasa-korv. I Polen är korv överhuvudtaget en stapelvara och finns i flera olika former; rökt eller färsk. Korven är nästan alltid gjord på fläskkött.
- Kotlety mielone är en polsk variant av pannbiffar.
- Gulasz är en ungersk gulasch som anpassats till polsk smak.
- Pierogi, piroger, ingår i det polska köket sedan 1200-talet och kom till Polen över Ryssland från Fjärran östern. I polsk variant är de kokta likt dumplingar och fyllda med frukt, bär, svamp, potatis eller kött. De med fruktfyllning äts med grädde.
- Kluski śląskie, pyzy, knedle, kopytka, liknar österrikiska och tjeckiska rätter med liknande namn och även svenska kroppkakor. Kluski śląskie, knedle är potatisdegsbollar oftast fyllda med bär eller frukt. Äts med smetana eller smält smör.
- Gołąbki (kåldolmar). Förekommer också i flera andra länder.
- Placki ziemniaczane (raggmunkar). Förekommer också i flera andra länder.
- Grochówka (ärtsoppa) är en klassisk maträtt i husmanskosten som tillagas på liknande sätt i många länder.
- Zupa ogórkowa - En polsk gurksoppa.
- Naleśnik (pannkaka). Pannkakans form och struktur varierar över hela världen. Det finns många varianter av dem i hela Europa.

Bakverk är populära och mastiga. Sernik och makowiec är de mest typiska kakorna, men även småbakelser och tunga tårtor med smörkräm uppskattas. Sękacz är en variant av spettekaka och kommer från Podlasie.

## Drycker
Drycker är polska ölsorter (piwo) som håller hög internationell klass och wódka (vodka), både ren och med olika smaksättningar. Polsk alkoholfri dryck är bland annat kwaśne mleko (syrad mjölk). Polackerna dricker traditionellt stora mängder vodka, men det sker för det mesta i samband med mat.

## Historik
Sigismund I av Polens drottning Bona Sforza tog med sig många kockar från Italien, som introducerade grönsaker som kål, tomat och purjolök. Under den polska guldåldern när Polen var som störst hämtade man inflytande från tyska köket, litauiska köket, ungerska köket och judiska köket. Dessa influenser fortsatte i samband med Polens delningar.